# Gustaf Myhrman (industriman)
Gustaf Myhrman, född den 20 juli 1780 på Rämmens bruk i Värmland, död den 6 januari 1872 i Stockholm, var en svensk industriman och amatörkonstnär.
Tillsammans med sina tre bröder begav han sig till Lund år 1799, där han snabbt tog kansli- och hovrättsexamen. År 1800 ingick han i kungens kansli, tre år senare i kammarrätten och år 1810 blev han kanslist i hovkanslersexpeditionen. 
Han blev senare kansliråd och utnämndes till riddare av Nordstjärneorden. Under åren 1826 till 1834 var han sekreterare och ombudsman i Jernkontoret, där han organiserade och skötte en pensionsinrättning för kontorets tjänstemän. Hans sista offentliga uppdrag var förordnandet år 1837 till hovkansler. Han lämnade alla sina befattningar år 1838.
Myhrman var nära vän med Erik Gustaf Geijer och var en av stiftarna av Götiska förbundet. Han hjälpte och beskyddade konstnären Johan Niclas Byström under dennes första steg på konstnärsbanan. Han var själv amatörkonstnär och hade starka kulturella intressen; bland hans bevarade verk finns två laveringar från Liljendals bruk och Rämmens 1804, samt en akvarell från 1796.
Han var son till bergsrådet Christopher Myhrman och Anna Maria Tingberg samt bror till Anna Bengt och Eva. Han var gift med Lovisa Gerle.